# ۱ رمضان
۱ رمضان، اولین روز از ماه رمضان در تقویم هجری قمری است.

## درگذشتگان
- ابوعلی سینا[نیازمند منبع]
- ١٣١٥ - ملا محمد اشرفی (زاده 1219 قمری) - مرجع تقلید و فقیه شیعه قرن ١٣